# Emiratiska köket
Maten i Förenade Arabemiraten är generellt mycket likt köken ifrån de länder som många invånare i Förenade Arabemiraten invandrat från, såsom libanesiska köket, kinesiska köket och indiska köket samt alla de arabiska köken. Mat och dryck är ofta billigt, även om alkohol är dyrt. Försäljningsställen med kebab och falafel är vanliga.
Meze är mycket omtyckt och äts med händerna samt en brödbit som används som sked. En mycket omtyckt maträtt är Kebab Kashkash, en kryddig kötträtt i tomatsås. Andra omtyckta rätter är matchbous, kryddat lamm med ris, harris, umm ali, ett slags brödpudding, esh asarya, ett slags cheesecake med topping av grädde samt mahalbiya som också är ett slags pudding. På grund av tillgängligheten av dadlar används dadlar i många maträtter, både torkade och färska. Det dricks väldigt mycket kaffe i landet. På många ställen, i huvudsak i Dubai, finns det även många västerländska, indiska och persiska restauranger.